# Roland Bättig
Roland Bättig (Schötz, Suiza, 28 de julio de 1979) es un futbolista suizo. Juega de volante y su actual equipo es el FC Thun.

## Carrera
Roland Bättig comenzó su carrera en el FC Schötz de Alemania. Su próximo club fue el FC Aarau de Suiza entre la temporada 2005/2006. Jugó desde 2007 hasta 2008 en el Neuchâtel Xamax y luego fue contratado por el FC Luzern.

## Clubes
| Club            | País   | Año       |
| --------------- | ------ | --------- |
| FC Schötz       | Suiza  | 1997-1999 |
| SC Kriens       | Suiza  | 1999-2000 |
| FC Schötz       | Suiza  | 2000-2001 |
| Neuchâtel Xamax | Suiza  | 2001-2004 |
| FC Aarau        | Suiza  | 2004-2006 |
| SC Kriens       | Suiza  | 2006-2007 |
| Neuchâtel Xamax | Suiza  | 2007-2008 |
| FC Luzern       | Suiza  | 2008      |
| Calcio Como     | Italia | 2008      |
| AC Bellinzona   | Suiza  | 2008-2009 |
| FC Thun         | Suiza  | 2009-     |

## Palmarés

### Campeonatos nacionales
| Título           | Club    | País  | Año  |
| ---------------- | ------- | ----- | ---- |
| Challenge League | FC Thun | Suiza | 2010 |